# フェリス・ホイール

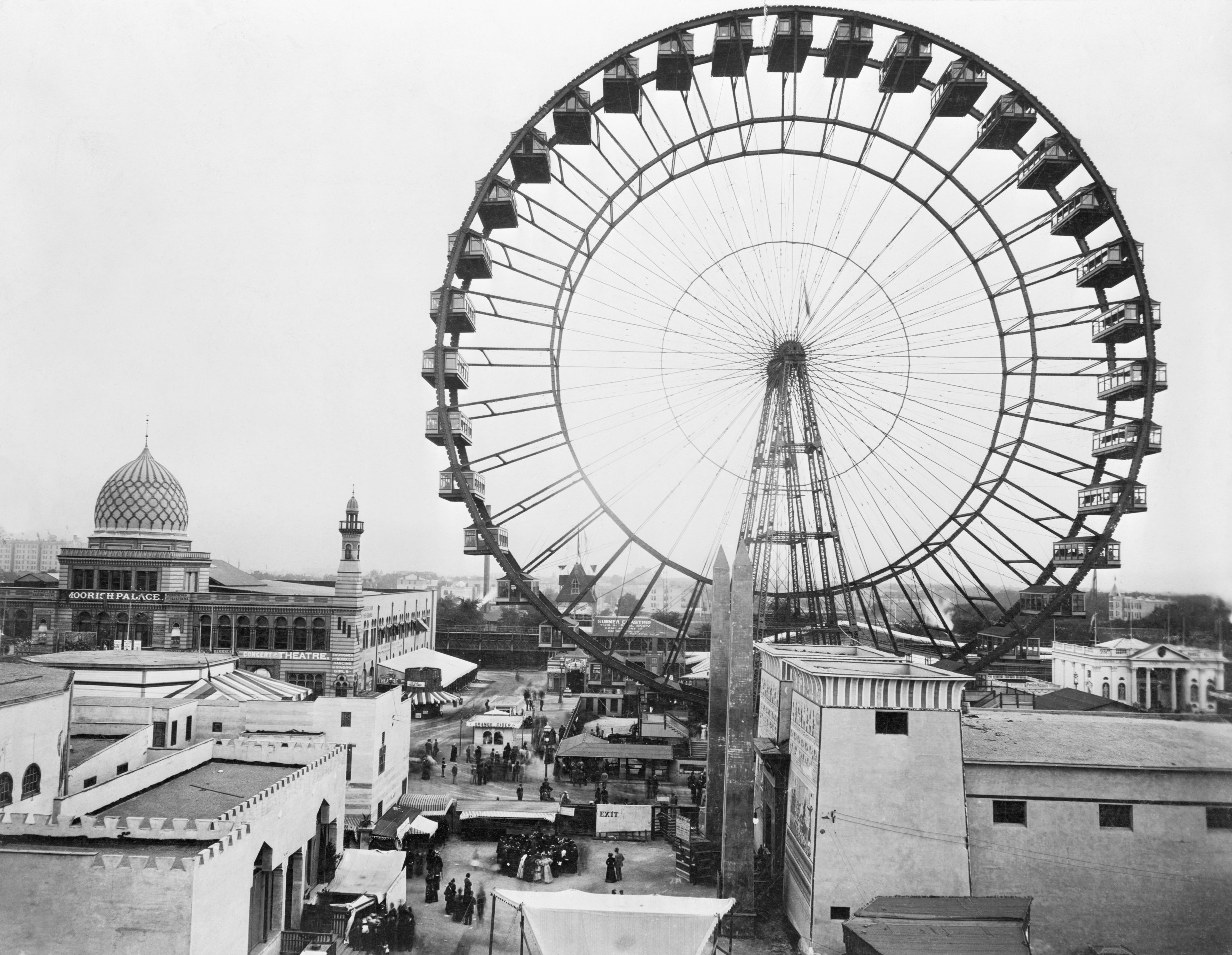
フェリス・ホイール

フェリス・ホイール (Ferris Wheel) は1893年イリノイ州シカゴで開催された万国博覧会の中心的存在となった世界初の観覧車。 設計者のジョージ・ワシントン・ゲイル・フェリス・ジュニアの名前に因んで名付けられており、英語で観覧車のことを指す名詞にもなっている。別名シカゴ・ホイールとも呼ばれる。
1889年のパリ万博における324mのエッフェル塔が呼び物になったのと同じような意図で、フェリス・ホイールは80.4mとシカゴ万博で最も高いアトラクションであった。
1度解体された後は、1895年にシカゴのリンカーンパークで再建された。その後再度解体されるも1904年ミズーリ州セントルイスで開催された万国博覧会で再建された。この建設は3度目であり、再建されたのはこれが最後である。1906年に完全に解体された。

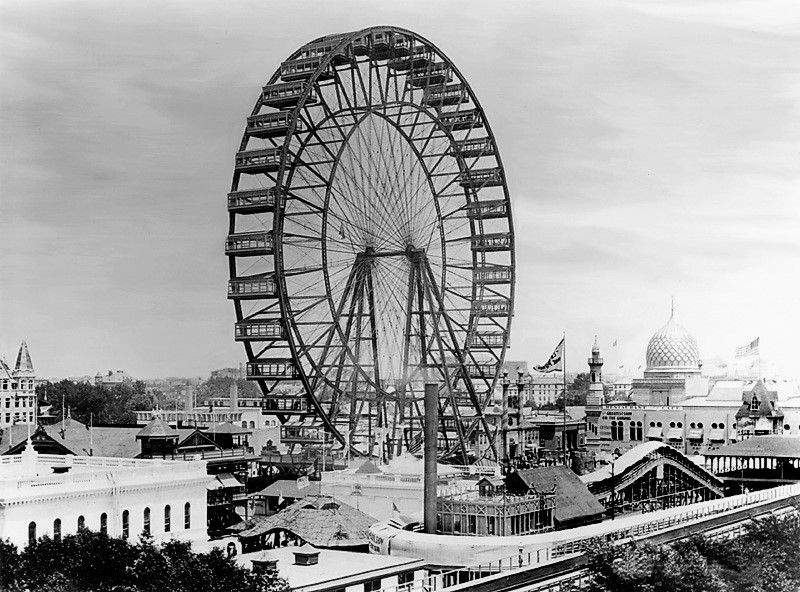
1893年のシカゴ万博にて

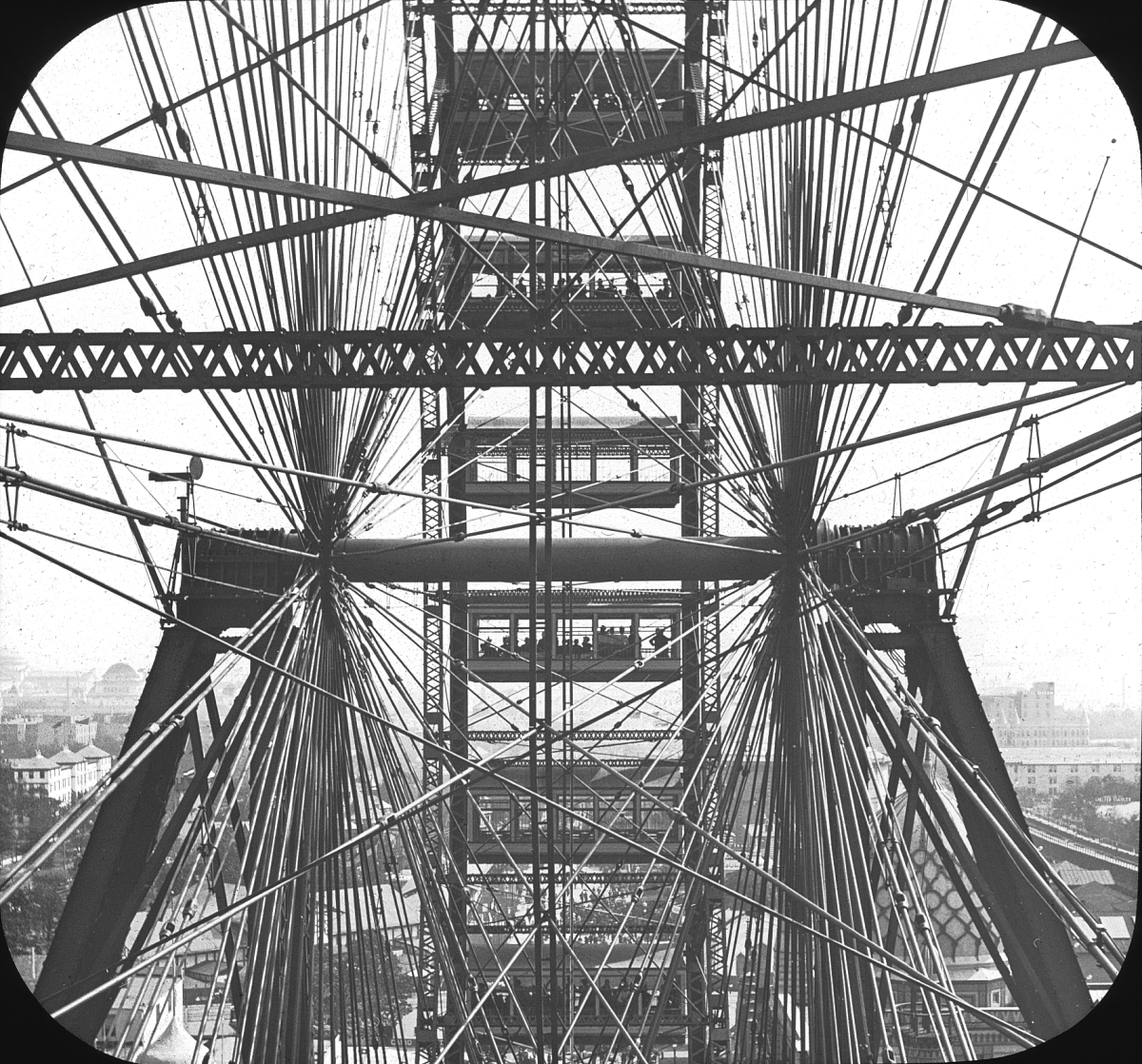
フェリス・ホイールを通しての景色

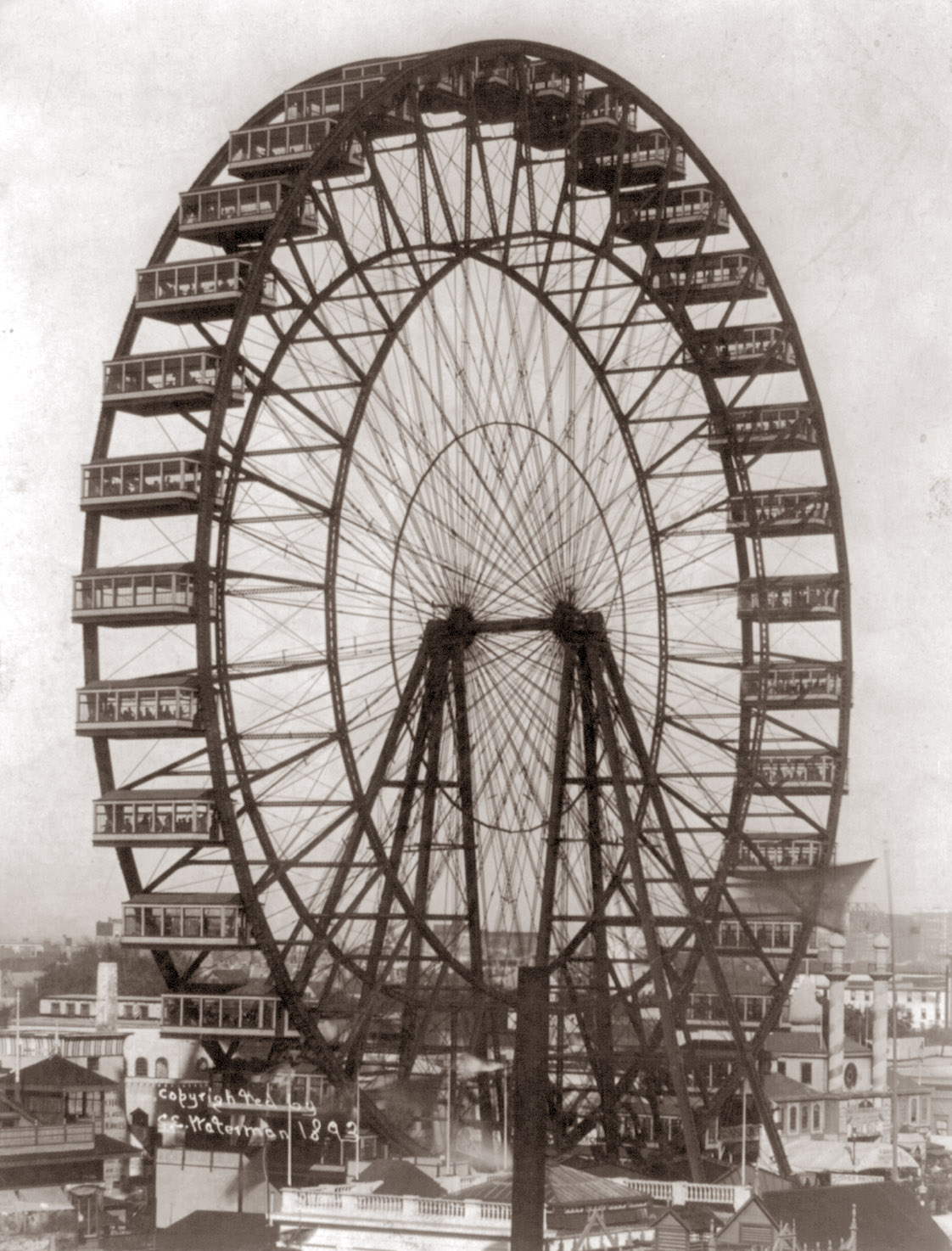

## 設計・建設
レンセラー工科大学出身のジョージ・ワシントン・ゲイル・フェリス・ジュニアによって設計・建設された。彼はピッツバーグの橋梁架設者であった。初めは鉄道業界で働き、その後橋梁の架設に関心を示した。彼は構造鋼の需要が高まっていることを理解し、ピッツバーグでG.W.G. Ferris & Co. を設立した。この会社は鉄道や橋梁架設者のために金属の検査をする会社であった。
1892-3年の冬にジャクソン・パークで、ダイナマイトにより3フィートの凍った地面を突破し、ホイールの基礎が作られた。蒸気の噴出は労働者が汚れを解かし、注いだコンクリートが凍るのを防ぐために使用された。木材を積み重ねたものは地面から32フィートに及び、その上にはコンクリートで満たされた鉄の格子枠組みが置かれた。
長軸は71トン、45.5フィート (13.9メートル) であり、これにより構成されたものは当時世界最大の中空の鍛造品であり、これはベツレヘム・スチールで製造された。ホイールは53,031ポンドの重さの直径16フィート (4.9メートル)、鋳鉄製のスパイダー2つを合わせた重さが89,320ポンドである。
36の客車に、それぞれ40脚の回転する椅子があり60人まで収容可能である。よって1度に入ることのできる最大人数は2,160人であった。
1893年6月9日、大きな期待と不安を伴って、試運転の準備が整った。ホイールを動かすエンジンは、地下の本管が蒸気を流し1000馬力のエンジンピストンを推進させる蒸気ボイラにより支えられた。作家のナサニエル・ホーソーンの息子ジュリアンは、ホイールが周辺にある如何なるものよりも高くそびえるのを見るや否や、このようなサイズのものは「直立し続けるが、それを支えるものは見えない。十分なものはない。スポークはクモの巣のようであり、最新の自転車の車輪風である。」と驚いた
。
フェリスと同僚のW・F・グロナウはともに、これまで試みられなかった構造的障害を起こさずゆっくりとスムーズに回転する巨大なホイールという工学の驚異を認識していた。
最初の稼働の際は、客車は取り付けられなかった。しかし労働者たちは、重大な出来事を見ようと集まった多くの従業員の聴衆からの歓声を伴奏に、構造に上りスポークに居座った。最初の回転が完了後、グロナウは試運転を成功とみなした。「私は喜んで大声で叫んだ」
フェリスは自身の発明が動き出すその現場に出席することができず、その晩に電報を受け取った。「最後のカップリングと最後の調整が行われ今日の午後6時に蒸気ボイラが動き出し、ホイールが完全に1回転しました。20分をかけて回転するための全てのものが満足に動作しました。完全な成功をお祝いします。ミッドウェイは非常に熱気に包まれています」

## 運転
2回転するのに20分かかった。1回転目は乗客が乗り降りできるように6回止まるが、2回転目は止まることなく9分間で動いた。チケットを持っている人は50セントを支払って乗ることができた。
初めは1893年6月21日にシカゴのミッドウェイ・プレザンスで開催された万国博覧会の中心的な存在として公開され、万博終了の1893年10月まで、その場所で運転を続けた。

## シカゴ万博以降

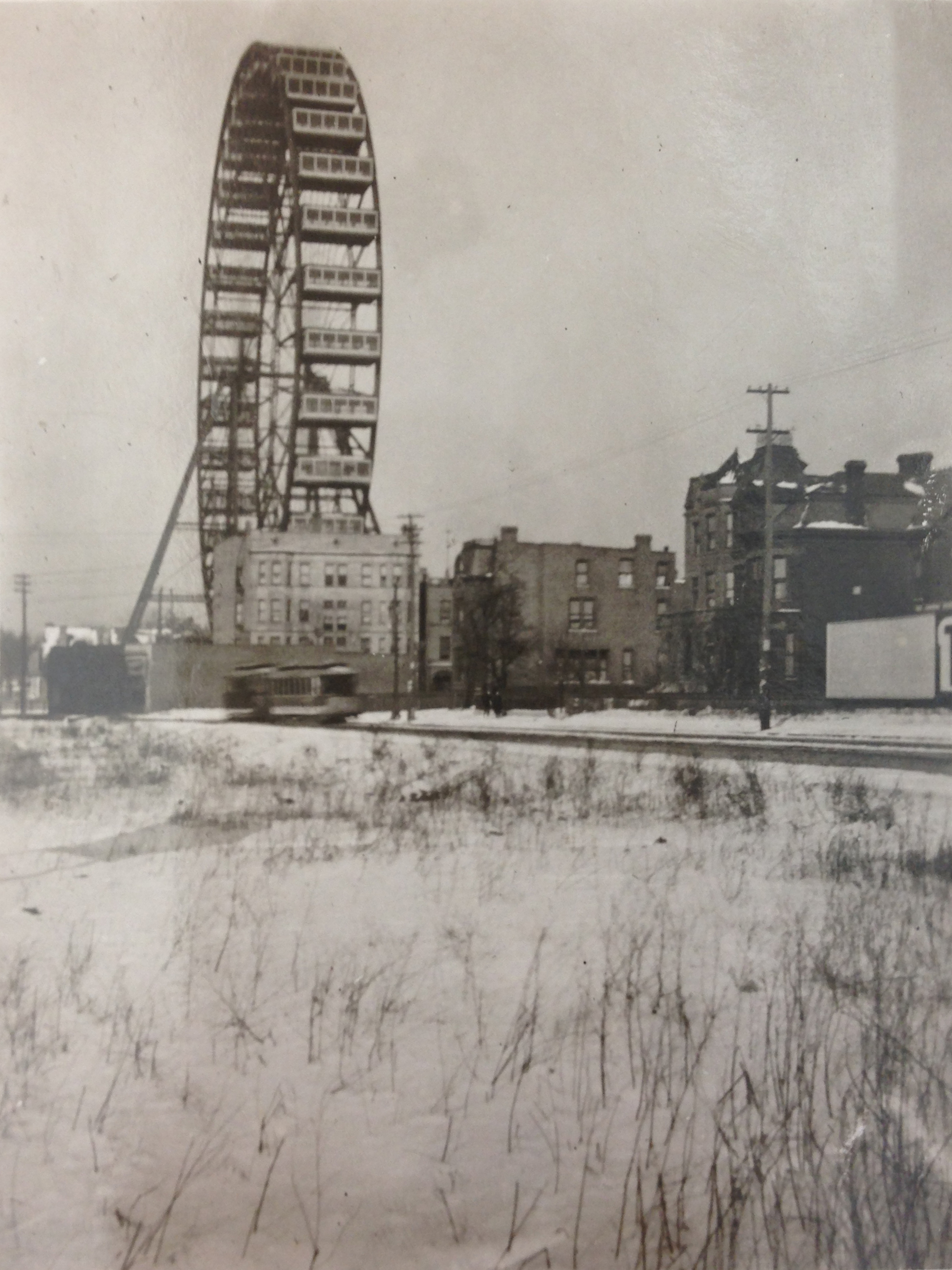
ライトウッド通りより北に見えるリンカーン・パークのフェリス・ホイール

1894年4月に閉鎖し解体され倉庫に保管されていたが、翌年に最初に作られた場所近くのリンカーン・パークで再建された。そのアミューズメントパークがあったN.クラーク通り2619から2665には、現在マクドナルドと高層住宅が建っている。当初の計画ではビアガーデンとボードビルショーも設けられる予定だったが、酒の販売権は認められなかった。当時その近くに住んでいたウィリアム・Ｄ・ボイスはホイールの所有者に対して撤去するよう巡回裁判所に提訴したが、失敗している。
1896年に映画の発明者であるリュミエール兄弟はフェリス・ホイールを含むライトウッド通りとクラーク通りの交差点のショットフィルム (カタログ番号338) を撮影している。これはシカゴを撮影した最初のフィルムの1つである。
1895年から1903年までその場所で稼働し、シカゴ・ハウス・レッキング・カンパニーにより8,150ドルで買い取られた
。
その後再び解体され1904年のセントルイス万博に鉄道で運ばれた。そこでは215,000ドルを稼ぎ出した。最終的には1906年5月11日にダイナマイトを使用して爆破解体された。

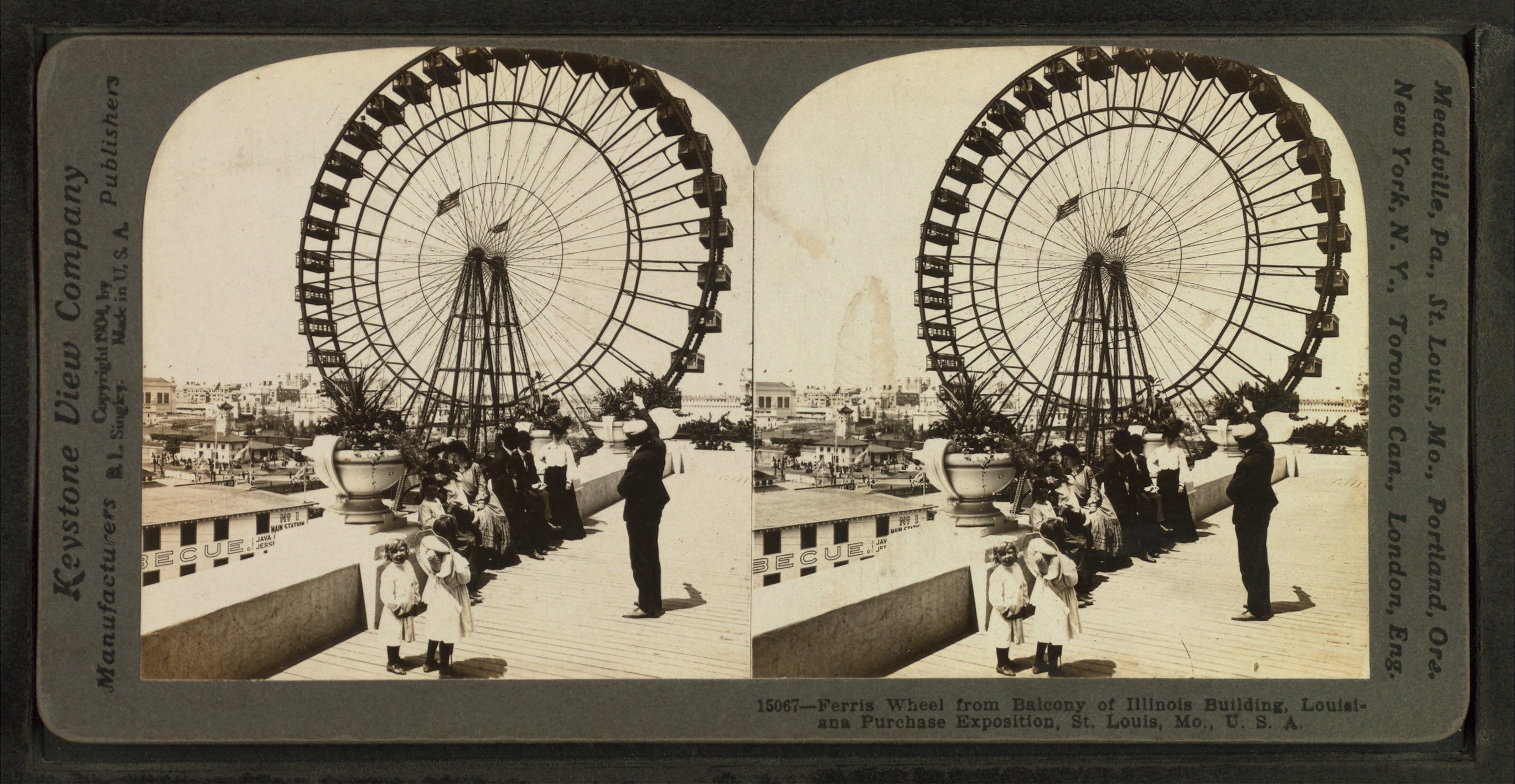
1904年のセントルイス万博のフェリス・ホイールの立体カード

## 詳しい緯度経度
- 1893–1894年 – シカゴ・ミッドウェイ・プレザンス: 北緯41度47分13秒 西経87度35分56秒 / 北緯41.786817度 西経87.5989187度 [要出典]
- 1895–1903年 – シカゴ・リンカーンパーク: 北緯41度55分49秒 西経87度38分37秒 / 北緯41.930403度 西経87.643492度[17]
- 1904–1906年 – セントルイス: 北緯38度38分34秒 西経90度18分04秒 / 北緯38.642718度 西経90.301051度 [要出典]

## 大衆文化
- ロバート・ローソンの子供向けの本 The Great Wheel に出てくるヒーローは、このフェリス・ホイールの建設作業員の1人である。